# Eric Björkander
Nils Eric Roland Björkander, född 11 juni 1996, är en svensk fotbollsspelare som spelar för IF Brommapojkarna.

## Karriär
Björkanders moderklubb är Rödeby AIF. Mellan 2011 och 2012 spelade han för Lyckeby GoIF. Därefter började han på fotbollsgymnasiet i Sölvesborg och bytte samtidigt klubb till Mjällby AIF. Björkander gjorde sin allsvenska debut den 18 augusti 2014 i en 4–0-förlust mot Djurgårdens IF.
I november 2015 värvades Björkander av GIF Sundsvall, där han skrev på ett treårskontrakt. I januari 2019 skrev Björkander på ett nytt tvåårskontrakt med GIF Sundsvall.
Den 3 januari 2020 stod det klart att Björkander återvänder till Mjällby AIF, där han skrev på ett treårskontrakt. I juli 2021 värvades Björkander av den turkiska klubben Altay.
I juli 2023 värvades Björkander av den kroatiska klubben Istra 1961. I december 2023 bröt han sitt kontrakt i klubben i förtid.
I januari 2024 värvades Björkander av IF Brommapojkarna, där han skrev på ett kontrakt fram över säsongen 2025.

## Karriärstatistik
| Klubb              | Säsong             | Liga               | Liga    | Liga | Nationell cup | Nationell cup | Övrigt  | Övrigt | Totalt  | Totalt |
| Klubb              | Säsong             | Division           | Matcher | Mål  | Matcher       | Mål           | Matcher | Mål    | Matcher | Mål    |
| ------------------ | ------------------ | ------------------ | ------- | ---- | ------------- | ------------- | ------- | ------ | ------- | ------ |
| Mjällby AIF        | 2014               | Allsvenskan        | 2       | 0    | 0             | 0             | —       | —      | 2       | 0      |
| Mjällby AIF        | 2015               | Superettan         | 26      | 1    | 4             | 0             | 2       | 0      | 32      | 1      |
| Mjällby AIF        | Totalt             | Totalt             | 28      | 1    | 4             | 0             | 2       | 0      | 34      | 1      |
| GIF Sundsvall      | 2016               | Allsvenskan        | 4       | 0    | 2             | 0             | —       | —      | 6       | 0      |
| GIF Sundsvall      | 2017               | Allsvenskan        | 28      | 0    | 0             | 0             | —       | —      | 28      | 0      |
| GIF Sundsvall      | 2018               | Allsvenskan        | 26      | 0    | 1             | 0             | —       | —      | 27      | 0      |
| GIF Sundsvall      | 2019               | Allsvenskan        | 19      | 1    | 1             | 0             | —       | —      | 20      | 1      |
| GIF Sundsvall      | Totalt             | Totalt             | 77      | 1    | 4             | 0             | —       | —      | 81      | 1      |
| Mjällby AIF        | 2020               | Allsvenskan        | 23      | 1    | 6             | 1             | —       | —      | 29      | 2      |
| Mjällby AIF        | 2021               | Allsvenskan        | 11      | 1    | 3             | 0             | —       | —      | 14      | 1      |
| Mjällby AIF        | Totalt             | Totalt             | 34      | 2    | 9             | 1             | —       | —      | 43      | 2      |
| Altay              | 2021/2022          | Süper Lig          | 24      | 1    | 2             | 0             | —       | —      | 26      | 1      |
| Altay              | 2022/2023          | TFF 1. Lig         | 30      | 1    | 0             | 0             | —       | —      | 30      | 1      |
| Altay              | Totalt             | Totalt             | 54      | 2    | 2             | 0             | —       | —      | 56      | 2      |
| Istra 1961         | 2023/2024          | Prva HNL           | 5       | 0    | 1             | 0             | —       | —      | 6       | 0      |
| IF Brommapojkarna  | 2024               | Allsvenskan        | 15      | 0    | 4             | 2             | —       | —      | 19      | 2      |
| Totalt i karriären | Totalt i karriären | Totalt i karriären | 213     | 6    | 24            | 3             | 2       | 0      | 239     | 9      |

1. ↑  Nedflyttningskvalmatcher mot Örgryte IS.'"`UNIQ--ref-00000006-QINU`"''"`UNIQ--ref-00000007-QINU`"'